# George Hill, Anguilla
George Hill är en ort och ett distrikt på Anguilla. Den ligger i den centrala delen av landet, 2 kilometer söder om huvudstaden The Valley. Antalet invånare är 879.